# Freiburger Prinzenapfel
Der Freiburger Prinzenapfel ist eine alte Sorte des Kulturapfels.
Es handelt sich um einen Zufallssämling der ca. 1860 in der Haseldorfer Marsch in Holstein gefunden wurde und heute als Lokalsorte im nördlichen Norddeutschland (Schleswig-Holstein, Hamburg, Niedersachsen) vorkommt.

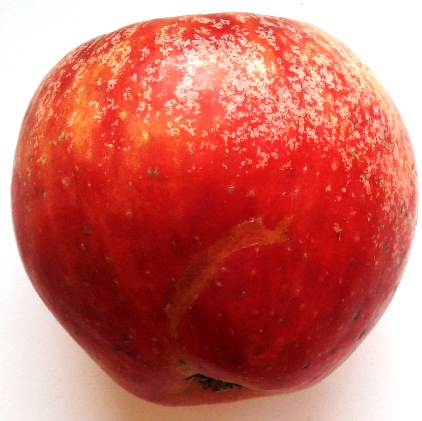
Ein Apfel der Sorte „Freiburger Prinzenapfel“

Er ist rundlich bis leicht glockenförmig, hat eine gelbgrüne Grundfarbe und (auf der Sonnenseite) eine rote Deckfarbe. Das Fruchtfleisch ist weiß, saftig mit einem feinen Aroma – ähnlich dem Finkenwerder Herbstprinz.
Er ist im Oktober pflückreif und bis Februar genießbar. Im Jahr 2022 folgte die Ernennung zur Streuobstsorte des Jahres in Norddeutschland.

## Sonstiges
Siehe auch Liste der Apfelsorten